# Musée préfectoral de Yamaguchi
Le musée préfectoral de Yamaguchi (山口県立山口博物館, Yamaguchi Kenritsu Yamaguchi Hakubutsukan) est un musée préfectoral situé à Yamaguchi au Japon, consacré à l'histoire naturelle et à l'histoire de la préfecture de Yamaguchi. Il propose également des expositions relatives à la science, à la technologie et à l'astronomie. Le musée ouvre ses portes  sous le nom « Musée éducatif Bōchō » en 1912 et déménage à son emplacement actuel en 1917, sous le nouveau nom « Musée éducatif préfectoral de Yamaguchi » . Le bâtiment actuel date de 1967. Le musée a célébré son centième anniversaire en 2012.